# Scatopse curvata
Scatopse curvata är en tvåvingeart som beskrevs av Edwards 1931. Scatopse curvata ingår i släktet Scatopse och familjen dyngmyggor. Inga underarter finns listade i Catalogue of Life.